# Sister Ray
„Sister Ray“ je skladba americké hudební skupiny The Velvet Underground. Poprvé byla vydána v lednu roku 1968 na druhém albu skupiny nazvaném White Light/White Heat (jde o druhou a zároveň poslední skladbu na druhé straně původní LP desky). Text napsal Lou Reed a autory hudby jsou spolu s ním ještě ostatní tehdejší členové skupiny: John Cale, Sterling Morrison a Maureen Tuckerová. Studiová nahrávka písně vydaná na albu White Light/White Heat je dlouhá bez jedné sekundy sedmnáct a půl minuty, při koncertních vystoupeních (jak před tak i po nahrání studiové verze) byla stopáž i delší, například na archivním koncertním albu Bootleg Series Volume 1: The Quine Tapes její délka dosahuje osmatřiceti minut. V textu písně je mimo jiné zmiňovaná homosexualita, drogy a také vražda. Kytarista Sterling Morrison píseň v pozdějších rozhovorech označil za příklad heavymetalové nahrávky. Hudebně zaměřené internetové stránky Consequence of Sound píseň zařadily na šestou příčku sta nejlepších písní všech dob.

## Původní verze
Původní studiová verze písně „Sister Ray“, nahraná v září 1967 a vydaná v lednu následujícího roku na albu White Light/White Heat, trvala sedmnáct minut a dvacet devět sekund. Píseň byla nahrána na první pokus, bez dodatečných úprav. Reed později řekl, že jej v té době ovlivnili freejazzoví hudebníci Ornette Coleman a Cecil Taylor. Textově se Reed inspiroval Williamem Sewardem Burroughsem. Text, který Reed napsal při cestách mezi koncerty, pojednává o orgiích transvestitů, které rozpustila policie. V textu písně se vyskytuje několik postav, například Duck, Sally, Rayon či Rosie.
Hudebníci pro tuto píseň všechny své nástroje zesílili na maximální hodnotu. Lou Reed a Sterling Morrison zde hráli na elektrické kytary, John Cale na varhany a Maureen Tuckerová na bicí, celá nahrávky byla tedy nahrána bez baskytary. Výrazná je Caleova hra na varhany, která je v mnoha místech hlasitější než elektrické kytary. Kvůli chybě zvukového technika přestanou v jednom místě hrát bicí; bylo to způsobno tím, že Tuckerová zde měla hrát na okraj bubnu a technik měl v tu chvíli zapnout mikrofon, což neudělal.
Původní verze v pozdějších letech vyšla na řadě kompilací, jako jsou například Andy Warhol's Velvet Underground featuring Nico (1971), What Goes On (1993), Peel Slowly and See (1995), The Best of The Velvet Underground: The Millennium Collection (2000), Gold (2005) a The Velvet Underground Playlist Plus (2008).

## Další verze
Před nahráním písně na album White Light/White Heat ji skupina hrála i při koncertech, původně však nebyla označována jako „Sister Ray“, ale „Searching“. Původní verze písně měla stopáž přibližně sedmnáct minut, při koncertních vystoupeních však byla často prodlužována; například na archivním koncertním albu Bootleg Series Volume 1: The Quine Tapes, vydaném v roce 2001, její délka dosahuje osmatřiceti minut. Podobné délky dosahuje i verze vydaná na reedici třetího alba skupiny The Velvet Underground v roce 2014. Roku 2013 vyšla rozšířená reedice alba White Light/White Heat, která obsahuje mimo jiné koncertní záznam devatenáctiminuté skladby.
Skupina tuto píseň občasně hrála při koncertech i po odchodu všech původních členů; nahrávka pořízená v tomto období vyšla v roce 2001 na kompilačním albu Final V.U. 1971-1973. Lou Reed tuto píseň hrál také při svých vlastních koncertech, nahrávka jeho verze byla vydána na albu Live in Italy (1984). Další člen skupiny, John Cale, hrál kompletně přepracovanou verzi této písně při dvou koncertech v září roku 2014 v rámci programu LOOP>>60Hz: Transmissions from The Drone Orchestra. Nová verze byla od té původní natolik odlišná, že hudebně nebylo možné ji poznat; identina písně však byla odhalena textem. Cale ji dále hrál i při koncertě v budově Cartierovy nadace pro současné umění v Paříži, kde 24. října 2014 odehrál společné vystoupení se zpěvačkou Patti Smith.
Kapela Doctor Mix & the Remix nahrála roku 1979 píseň na své album Wall of Noise. Anglická skupina Joy Division vydala koncertní verzi této skladby na svém kompilačním albu Still z roku 1981. V roce 1990 vyšla tato skladba nahraná skupinou The Badgeman na tribute albu Heaven & Hell: A Tribute to The Velvet Underground. Kapela Arbouretum zahrála při svém koncertu v roce 2010 jednapadesátiminutovou verzi písně. V roce 2012 svou verzi písně vydal francouzský hudebník Rodolphe Burger na svém albu This Is a Velvet Underground Song That I'd Like to Sing, jehož převážná část je tvořena hudbou od The Velvet Underground. V prosinci 2013 svou verzi písně představila také americká skupina Gap Dream. V prosinci 2015 představili vlastní verzi skladby při newyorském koncertu hudebníci Kurt Vile, Kim Gordon a Steve Gunn. Hudebník Jonathan Richman napsal píseň „Roadrunner“, která je skladbou „Sister Ray“ do značné míry inspirována. Richman rovněž nahrál píseň nazvanou „Velvet Underground“ (vyšla na albu I, Jonathan), v jejímž textu cituje text písně „Sister Ray“.
Skupina při svých koncertech rovněž hrála improvizovanou skladbu „Sweet Sister Ray“, která dosahovala přibližně čtyřicetiminutové délky. Z převážné části jde o instrumentální skladbu, avšak Lou Reed při několika příležitostech také zpívá několik veršů. Dále rovněž hrála skladbu „Sister Ray, Part 3“, která je dalším pokračováním „Sister Ray“.